# Orthotrichum tenuicaule
Orthotrichum tenuicaule là một loài rêu trong họ Orthotrichaceae. Loài này được Lewinsky mô tả khoa học đầu tiên năm 1994.